# Gare de Shin-Aomori
La gare de Shin-Aomori (新青森駅, Shin-Aomori-eki) est une gare de train de la ville d'Aomori au Japon. Cette gare est desservie par le Shinkansen et une ligne classique.

## Situation ferroviaire
La gare de Shin-Aomori est située au point kilométrique (PK) 674,3 de la ligne Shinkansen Tōhoku et au PK 480,6 de la ligne principale Ōu. Elle marque le début de la ligne Shinkansen Hokkaidō.

## Historique
Inaugurée le 1er novembre 1986, elle est depuis le 4 décembre 2010 le terminus nord de la ligne Shinkansen Tōhoku. Depuis le 26 mars 2016, elle marque aussi le début de la ligne Shinkansen Hokkaidō devant se prolonger d'ici à 2030 jusqu'à Sapporo.

## Service des voyageurs

### Accueil
La gare dispose d'un bâtiment voyageurs, avec guichets, ouvert tous les jours.

### Desserte
| 1      | ■ Ligne principale Ōu     | Aomori                                  |
| 2      | ■ Ligne principale Ōu     | Hirosaki ・ Akita                       |
| 11・12 | Ligne Shinkansen Tōhoku   | Hachinohe ・ Morioka ・ Sendai ・ Tokyo |
| 13・14 | Ligne Shinkansen Hokkaidō | Shin-Hakodate-Hokuto                    |